# Thijs Sluijter
Thijs Sluijter (Uitgeest, 10 februari 1980) is een voormalig Nederlands voetballer. Hij is momenteel hoofdtrainer bij SV Hillegom uit Hillegom. Hiervoor was Sluijter hoofdtrainer bij SDZ uit Amsterdam en daarvoor van Vitesse 22. Sluijter werd kampioen met Vitesse'22, die nu 1ste klasse speelt.
Sluijter begon zijn profcarrière bij sc Heerenveen maar brak daar niet door. Dat deed hij wel bij Heracles Almelo waar hij vijf seizoenen speelde en waarmee hij naar de eredivisie promoveerde. Hierna koos hij voor de Bulgaarse topclub Litex Lovetsj, maar na één seizoen eindigde dit avontuur. Sluijter maakt bij Litex Lovech wel zijn Europese debuut.
Sluijter was vervolgens een half seizoen clubloos en trainde in die tijd weer mee met Heracles. Vanaf januari 2008 kwam hij een half seizoen uit voor de Slowaakse eerste divisionist AS Trencín. Van juli 2008 tot juli 2009 vervolgde hij zijn reis door Europa bij Nea Salamina Famagusta op het tweede niveau in Cyprus . Met Nea Salamina promoveerde hij dat seizoen naar het hoogste niveau op Cyprus. Sluijter keerde in het seizoen 2009/10 terug in de Nederlandse competitie, toen hij tijdens enkele weken op proef bij FC Volendam de net naar de eerste divisie gedegradeerde club overtuigde om hem een contract voor te leggen. Hij scoorde in 22 duels 3 keer voor FC Volendam. In de winterstop van het volgende seizoen vertrok hij naar Almere City FC, omdat hij voor FC Volendam te weinig speeltijd kreeg. Ook in seizoen 2011-2012 speelt hij op huurbasis in Almere. Vanaf het seizoen 2012-2013 heeft hij een tweejarig contact bij zaterdagtopklasser Spakenburg.Hij stapt na 1 seizoen over naar ADO'20.

## Clubstatistieken
| Seizoen | Club                   | Land      | Competitie                  | Duels | Goals |
| ------- | ---------------------- | --------- | --------------------------- | ----- | ----- |
| 2000/01 | sc Heerenveen          | Nederland | Eredivisie                  | 0     | 0     |
| 2001/02 | Heracles Almelo        | Nederland | Eerste divisie              | 20    | 3     |
| 2002/03 | Heracles Almelo        | Nederland | Eerste Divisie              | 34    | 8     |
| 2003/04 | Heracles Almelo        | Nederland | Eerste Divisie              | 36    | 8     |
| 2004/05 | Heracles Almelo        | Nederland | Eerste Divisie              | 30    | 5     |
| 2005/06 | Heracles Almelo        | Nederland | Eredivisie                  | 30    | 3     |
| 2006/07 | Litex Lovech           | Bulgarije | A Grupa                     | 16    | 4     |
| 2007/08 | Litex Lovech           | Bulgarije | A Grupa                     | 0     | 0     |
| 2007/08 | AS Trenčín             | Slowakije | 1. liga                     | 13    | 1     |
| 2008/09 | Nea Salamina Famagusta | Cyprus    | Cypriotische eerste divisie | 24    | 4     |
| 2009/10 | FC Volendam            | Nederland | Eerste Divisie              | 22    | 3     |
| 2010/11 | FC Volendam            | Nederland | Eerste Divisie              | 5     | 0     |
| 2010/11 | Almere City FC         | Nederland | Eerste Divisie              | 8     | 1     |
| 2011/12 | Almere City FC         | Nederland | Eerste Divisie              | 31    | 8     |
| 2012/13 | Spakenburg             | Nederland | Topklasse                   | 1     | 1     |
| Totaal  |                        |           |                             | 270   | 49    |

Bijgewerkt op 24 september 2019